# 도코나메시
도코나메시(일본어: 常滑市)는 일본 아이치현 서부에 있는 시이다. 이세만의 해상 매립지에 주부 국제공항이 있다.
요업이 주요 전통 산업으로 도코나메의 도자기는 세토, 에치젠, 시가라키, 단바, 비젠과 함께 일본 6대 고요 중 하나로 여겨질 정도이며, 그 중에서도 가장 오래되었고 최대 규모이다.

## 지리
지타반도 서안의 중앙부에 위치하고 서쪽은 이세만과 접한다. 이세만을 따라서 북쪽으로 지타시, 남쪽으로 미하마정이 있고 지타반도 중앙부의 구릉지대를 넘어 아구이정, 한다시, 다케토요정이 있다.
구릉이 늘어선 지타반도 특유의 지형 때문에 평지는 해안의 비교적 좁은 부분에 한정되며 면적의 대부분은 구릉지이다. 구릉은 낮고 완만하여 시내 최고점은 100m에 못 미친다. 바다에 면하는 시 북부의 구릉지는 거의 모두 농지와 택지용으로 조성되었다. 기후는 연중 비교적 온난하지만 겨울에는 미에현의 욧카이치시 방면에서 "스즈카 산풍"이라고 불리는 바람이 이세만을 넘어 불며 드물게 강설도 있다.
나고야 철도 도코나메역 이남으로는 철도역이 없고 대중교통은 버스로 한정된다. 이 때문에 주부 국제공항 인공섬 건설에 수반한 재개발 바람도 해당 남부 지역에는 미치지 않아 옛 거리가 그대로 남아 있다.

## 인접하는 자치체
- 지타시
- 한다시
- 지타군 아구이정, 다케토요정, 미하마정

## 역사
도코나메 지역을 포함한 지타반도 중부에서는 점토가 풍부하게 산출되었기 때문에 예로부터 도기가 생산되었다. 헤이안 시대 후기 무렵부터 중세에 걸쳐 도코나메시와 그 주변에서 생산되기 시작한 "고토코나메"(古常滑)로 불리는 도자기는 태평양을 따라 일본 전체로 퍼져 북쪽 아오모리부터 남쪽 가고시마까지 일본 전역의 중세 유적에서 출토된다.
무로마치 시대에는 미카와의 슈고인 잇시키씨가 오와리의 지타반도를 지배하여 시역 북부의 항구 도시인 오노에 오노성을 구축하였다. 이후 잇시키씨의 피관인 사지씨가 주인을 대신해 오노성주가 되어 사지씨 하에서 오노는 이세만 서안의 항만으로 번영했다.
센고쿠 시대에는 지타군 오가와(현 히가시우라정)의 영주 미즈노씨의 일족이 현 도코나메 지역 중심부에 도코나메성을 쌓아 오노성의 사지씨와 이세만 동안의 수운을 이분했다. 그러나 도코나메의 미즈노씨는 혼노지의 변 직후에 아케치 미쓰히데의 편에 선 것 때문에 몰락했고 사지씨도 4대 사지 가즈나리 때 고마키·나가쿠테 전투로 도요토미 히데요시와 적대해 오노성에서 쫓겨났다. 또 도코나메의 도자기도 다도가 유행하는 가운데 새로운 기호에서는 선호되지 않게 되어 아즈치모모야마 시대부터 에도 시대 전기에 걸쳐 세토 도자기 등에 밀려 쇠퇴했다.
에도 시대에 현 도코나메시의 마을들은 오와리번령에 들어갔다. 도코나메의 여러 마을은 평지가 적어 개간의 여지가 부족했기 때문에 운송선, 주조, 무명 생산 등 상공업을 하는 정장적인 성격이 강하고 도코나메의 도자기도 에도 시대 후기가 되어 부흥했다. 이 시대에는 일찍이 넓게 분산해 있던 도자기 생산지가 현 도코나메시 중심부에 해당하는 도코나메촌에 집중하게 되어 현 도코나메 시가지의 원형이 만들어졌다.
메이지 시대가 되자 토관, 타일 등도 생산하여 근대적인 요업 마을로 발전했다. 그 중에서도 1924년에 창립된 현지의 도자기 제조 회사 "이나 제도"(현 INAX)는 변기 등 위생 도기 분야에서 일본 2위를 차지하고 타일은 일본 국내는 물론 세계적으로도 정상급의 대기업으로 성장하였다.
전후의 대합병으로 1954년에 도코나메정, 오니자키정, 니시우라정, 오노정과 미와촌 등 4정 1촌이 합병해 도코나메시가 성립했다. 1957년에 남쪽 고스가야정의 일부를 편입해 현재의 시역으로 확대되었다. 2005년에는 연안부를 매립해 주부 국제공항이 개항했다.

## 교통

### 공항
- 주부 국제공항

### 철도
- 나고야 철도
  - 도코나메선
  - 공항선

### 도로
- 국도 제155호선
- 국도 제247호선

## 기후
| 도코나메시 (주부 국제공항)의 기후                            | 도코나메시 (주부 국제공항)의 기후 | 도코나메시 (주부 국제공항)의 기후 | 도코나메시 (주부 국제공항)의 기후 | 도코나메시 (주부 국제공항)의 기후 | 도코나메시 (주부 국제공항)의 기후 | 도코나메시 (주부 국제공항)의 기후 | 도코나메시 (주부 국제공항)의 기후 | 도코나메시 (주부 국제공항)의 기후 | 도코나메시 (주부 국제공항)의 기후 | 도코나메시 (주부 국제공항)의 기후 | 도코나메시 (주부 국제공항)의 기후 | 도코나메시 (주부 국제공항)의 기후 | 도코나메시 (주부 국제공항)의 기후 |
| 월                                                           | 1월                               | 2월                               | 3월                               | 4월                               | 5월                               | 6월                               | 7월                               | 8월                               | 9월                               | 10월                              | 11월                              | 12월                              | 연간                              |
| ------------------------------------------------------------ | --------------------------------- | --------------------------------- | --------------------------------- | --------------------------------- | --------------------------------- | --------------------------------- | --------------------------------- | --------------------------------- | --------------------------------- | --------------------------------- | --------------------------------- | --------------------------------- | --------------------------------- |
| 역대 최고 기온 °C (°F)                                       | 16.3 (61.3)                       | 19.6 (67.3)                       | 22.9 (73.2)                       | 27.1 (80.8)                       | 30.3 (86.5)                       | 34.6 (94.3)                       | 35.6 (96.1)                       | 36.1 (97.0)                       | 35.6 (96.1)                       | 30.1 (86.2)                       | 24.3 (75.7)                       | 20.8 (69.4)                       | 36.1 (97.0)                       |
| 일평균 최고 기온 °C (°F)                                     | 9.1 (48.4)                        | 9.7 (49.5)                        | 13.0 (55.4)                       | 17.9 (64.2)                       | 22.7 (72.9)                       | 25.7 (78.3)                       | 29.3 (84.7)                       | 31.2 (88.2)                       | 27.7 (81.9)                       | 22.6 (72.7)                       | 17.1 (62.8)                       | 11.6 (52.9)                       | 19.8 (67.7)                       |
| 일일 평균 기온 °C (°F)                                       | 6.3 (43.3)                        | 6.6 (43.9)                        | 9.3 (48.7)                        | 13.9 (57.0)                       | 18.8 (65.8)                       | 22.5 (72.5)                       | 26.1 (79.0)                       | 27.8 (82.0)                       | 24.6 (76.3)                       | 19.6 (67.3)                       | 14.2 (57.6)                       | 8.8 (47.8)                        | 16.5 (61.8)                       |
| 일평균 최저 기온 °C (°F)                                     | 3.1 (37.6)                        | 3.2 (37.8)                        | 5.7 (42.3)                        | 10.2 (50.4)                       | 15.4 (59.7)                       | 19.9 (67.8)                       | 23.7 (74.7)                       | 25.2 (77.4)                       | 21.8 (71.2)                       | 16.5 (61.7)                       | 10.7 (51.3)                       | 5.6 (42.1)                        | 13.4 (56.2)                       |
| 역대 최저 기온 °C (°F)                                       | −3.1 (26.4)                       | −3.0 (26.6)                       | −0.6 (30.9)                       | 1.7 (35.1)                        | 8.4 (47.1)                        | 13.7 (56.7)                       | 18.7 (65.7)                       | 19.6 (67.3)                       | 14.0 (57.2)                       | 9.6 (49.3)                        | 3.5 (38.3)                        | −1.2 (29.8)                       | −3.1 (26.4)                       |
| 평균 강수량 mm (인치)                                        | 42.1 (1.66)                       | 61.3 (2.41)                       | 95.1 (3.74)                       | 112.8 (4.44)                      | 130.4 (5.13)                      | 166.4 (6.55)                      | 164.0 (6.46)                      | 88.3 (3.48)                       | 177.8 (7.00)                      | 179.0 (7.05)                      | 60.8 (2.39)                       | 53.4 (2.10)                       | 1,363.5 (53.68)                   |
| 평균 강수일수 (≥ 1.0 mm)                                     | 4.9                               | 6.2                               | 8.3                               | 8.6                               | 9.1                               | 10.8                              | 10.9                              | 7.0                               | 10.4                              | 9.0                               | 6.0                               | 5.8                               | 97                                |
| 출처: 일본 기상청 (평년값: 2005년~2020년, 극값: 2005년~현재) |                                   |                                   |                                   |                                   |                                   |                                   |                                   |                                   |                                   |                                   |                                   |                                   |                                   |

## 인구
| 연도 | 인구   | ±%    |
| ---- | ------ | ----- |
| 1960 | 51,919 | —     |
| 1970 | 54,168 | +4.3% |
| 1980 | 54,343 | +0.3% |
| 1990 | 51,784 | −4.7% |
| 2000 | 50,183 | −3.1% |
| 2010 | 54,858 | +9.3% |